# Машина предсказаний
«Машина предсказаний» (англ. «The Omen Machine») — роман Терри Гудкайнда в стиле фэнтези. В оригинале издан 16 августа 2011 года издательством Tor Books. Положил начало подциклу «Ричард и Кэлен», который в итоге стал частью цикла «Меч Истины». Прямое продолжение книги «Исповедница». Русское издание выпущено Издательством АСТ в феврале 2014 года в серии «Легенда об Искателе».

## Правило волшебника
Вы можете сокрушить того, кто говорит правду, но не можете уничтожить саму правду.— Регула, машина предсказаний. Глава 70.

## Сюжет
Ричард Рал и Мать-Исповедница на следующий день после свадьбы Кары и Бенджамина встречают на рынке у Народного Дворца мальчика, бормочущего в бреду странные фразы. Оцарапав Кэлен, он убегает на четвереньках. Ричард и Кэлен не придают особого значения этому, но уже во дворце слепая предсказательница Сабелла говорит им, что крыша обрушится. К тому же, царапины Кэлен не поддаются исцелению и продолжают опухать.
В Народном Дворце собрались многие правители Д`Харианской империи, и практически все помешались на пророчествах. Они требуют от магистра Рала сказать им, что скрывают пророчества. Ричард безуспешно пытается объяснить им, что пророчества предназначены не для всех. В это время в зал, где проходит банкет, врывается женщина в крови с ножом и пытается убить Кэлен. Исповедовав её, она узнаёт, что эта женщина убила своих детей, чтобы уберечь их «от клыков», которые должны разорвать их. С той же целью она пыталась убить и Кэлен. В то же время Никки, которая помогала у стен Дворца, видела, как другая женщина скинула со стены на колья своих четверых детей по тем же причинам. Ричард понимает, что во Дворце что-то происходит. Кара и Бенджамин рассказывают им, что перед рассветом Кара почувствовала, что в темноте в их комнате кто-то следил за ними. Ричард предполагает, что эта тьма искала их с Кэлен, так как магистр Рал отдал одни из своих покоев Каре и её новому мужу. Той же ночью Кэлен и Ричард замечают, что в их собственной спальне тоже кто-то из темноты следил за ними, а потом они различают нечто, напоминающее человека. Оно нападает, но Ричард рассекает его Мечом Истины. Тогда они принимают решение заночевать в Саду Жизни, ведь Сад — это центр заклятия, в виде которого построен Народный Дворец. Едва они приходят в сад и устраиваются на ночлег, как хрустальная крыша Дворца падает. В результате пол в Саду Жизни обрушивается и они находят некогда замурованную лестницу, ведущую куда-то вниз.
Спустившись по лестнице, они обнаруживают загадочную комнату с огромной машиной. Едва Ричард прикасается к Машине, как та выдаёт непонятный набор символов на железной полоске. В этих символах Ричард узнаёт язык Творения из книги «Регула», найденной ранее в одной из библиотек Дворца. Через некоторое время Ричарду и Морд-Сит Бердине удаётся разгадать шифр и выяснить смысл пророчества. Представители королевств империи требуют открыть им тайны пророчеств. Кэлен идёт на хитрость и с помощью Никки выдаёт им столь желанное «пророчество». Согласно ему, чтобы обеспечить счастливое будущее, нужно пролить кровь всех правителей и наречь новых. Бенджамин Мейфферт приводит экзекуционный отряд, чтобы пролить кровь. В результате этого спектакля все правители утихомириваются. Машина продолжает выдавать странные и бессвязные пророчества, которые предвещают беды. Королева Кэтрин убита, разорвана на части и выпотрошена. Один из представителей земель совершает самоубийство. Все в панике. Муж королевы Кэтрин, король Филипп, отказывается признавать власть Д`Хары, мотивируя это тем, что Ричард скрывает существование Машины Предсказаний и пророчества. Вскоре и другие правители под возглавлением королевы Орнеты отказываются от власти Д`Хары. Аббат Людвиг Дрейер из провинции Фейджин подогревает ненависть властителей к Ралу и как бы невзначай указывает им на мудрого правителя — Ханниса Арка. Люди переходят на его сторону. Однако вместе с Аббатом во Дворец тайно прибыла Морд-Сит Вика, некогда служащая Даркену Ралу, но перешедшая на сторону Арка. Она притворяется Морд-Сит Дома Ралов, чтобы своими действиями посеять сомнения в магистре Рале. Она убивает Орнету практически на глазах у других правителей. Сразу после этого показательного убийства она и аббат покидают Дворец.
Мальчик Хенрик бежит от гончих по равнинам Азрита на северо-восток. Перед тем, как отправиться к Народному Дворцу, мать возила его в Тёмные Земли, в провинцию Фейджин на Тропу Карга к Терновой деве Джит. Хенрик был болен. Однако сейчас он понимает, что именно к Джит его и гонят псы. На Тропе Карга преследование оканчивается и он попадает в логово Джит. Там с ужасом он видит вплетённых в стены людей и наконец саму Джит — низкорослую женщину, грязную и с зашитым ртом. Та общается при помощи фамильяров, так как её собственный рот намертво зашит. В этот момент на Тропу Карга приходит Ханнис Арк и Джит начинает обряд, в результате которого кожа Кэлен из-под ногтей Хенрика превращается в оружие.
В Народном Дворце Машина предсказаний выдаёт пророчество: «Собачья свора отберёт её у тебя». Ричард вне себя от гнева, ведь каждое пророчество машины предрекает несчастье. Он идёт к Регуле и пытается её уничтожить. Огонь Волшебника Зедда, Магия Ущерба Никки и даже Меч Истины не могут разрушить машину, на что Машина выдаёт полоску с правилом волшебника, гласящим: «Вы можете сокрушить того, кто говорит правду, но не можете уничтожить саму правду». Ричард отмечает, что когда Машина выдаёт пророчество о несчастьях, полоски горячие, а когда что-то «говорит» от себя — холодные. Каждое «горячее» пророчество Машины приходит и другим людям — Сабелле, Лоретте и др. обитателям Дворца. Однако Ричард предполагает, что «горячие» послания — это лживые пророчества, и что слова Машины «Тьма добралась до меня. Доберётся и до тебя» указывают на то, что Регула под властью чего-то, что заставляет её выдавать злые пророчества. Он начинает разговор с Регулой и та отвечает ему холодными полосками. В результате она выдаёт ему последнее пророчество — «Твой единственный шанс — дать правде вырваться». Не понимая, что это значит, Ричард идёт к Кэлен.
Мать-Исповедница просыпается среди ночи от того, что в её комнате псы. Убегая от них, она едет на северо-восток, в Фейджин. На Тропе Карга псы отстают от неё, потому что она наконец-то достигла места, куда они её гнали — к логову Терновой девы. Освободив Хенрика, она сама попадает в ловушку Джит, и та вплетает её саму в стену.
Ричард Рал и следующие за ним солдаты Первой Когорты, Зедд, Никки, Кара и Бенджамин, попадают на Тропу. Ричард, опережая своих друзей, забирается на крышу логова Девы. Найдя источник звуков — жуткого пения и топота тысяч ног — он прорубает себе дорогу и попадает прямо в руки сотен фамильяров и самой Терновой девы. Его вплетают в стену, как и Кэлен, и он вдруг понимает смысл последнего предсказания Регулы. Заткнув уши Кэлен и свои комочками одежды, он разрезает ремешки, которыми зашит рот Джит и выпускает наружу ее голос — смертельную сущность Терновых дев, несовместимую с жизнью. Все, слышавшие этот звук, включая и саму деву, погибают, Ричард и Кэлен впадают в подобие комы. В это время на Тропу прибывают д’харианцы и выносят магистра Рала и Мать-Исповедницу из дома Джит, а Зедд огнём волшебника уничтожает логово девы. Все вместе возвращаются в Народный Дворец, чтобы исцелить Ричарда и Кэлен.

## Важные персонажи книги
- Ричард Рал — Магистр Рал, правитель Д’Харианской империи, Искатель Истины, Боевой Чародей;
- Кэлен Амнелл — Мать-Исповедница, жена Ричарда;
- Кара — негласный лидер Морд-Сит, личный телохранитель лорда Рала, близкий друг Ричарда и Кэлен;
- Зеддикус Зул Зорандер — дед Ричарда Рала, волшебник первого ранга;
- Натан Рал — предок Ричарда Рала, последний пророк;
- Никки — колдунья, бывшая сестра Тьмы;
- епископ Ханнис Арк — правитель провинции Фейджин, главный антагонист;
- генерал Бенджамин Мейфферт — командующий д’харианской армией, муж Кары;
- Нида (Найда) — Морд-Сит;
- Бердина — Морд-Сит, знающая древнед’харианский язык;
- Джит — Терновая (Лесная) дева;
- Вика — Морд-Сит, служащая Ханнису Арку;
- аббат Людвиг Дрейер — правая рука Ханниса Арка.